# Castrum Novum (Fara Novarese)
Il Castrum Novum, noto anche come Castello Superiore, sorge sulla collina di Fara Novarese, a nord del più antico Castrum Vetus.

## Storia

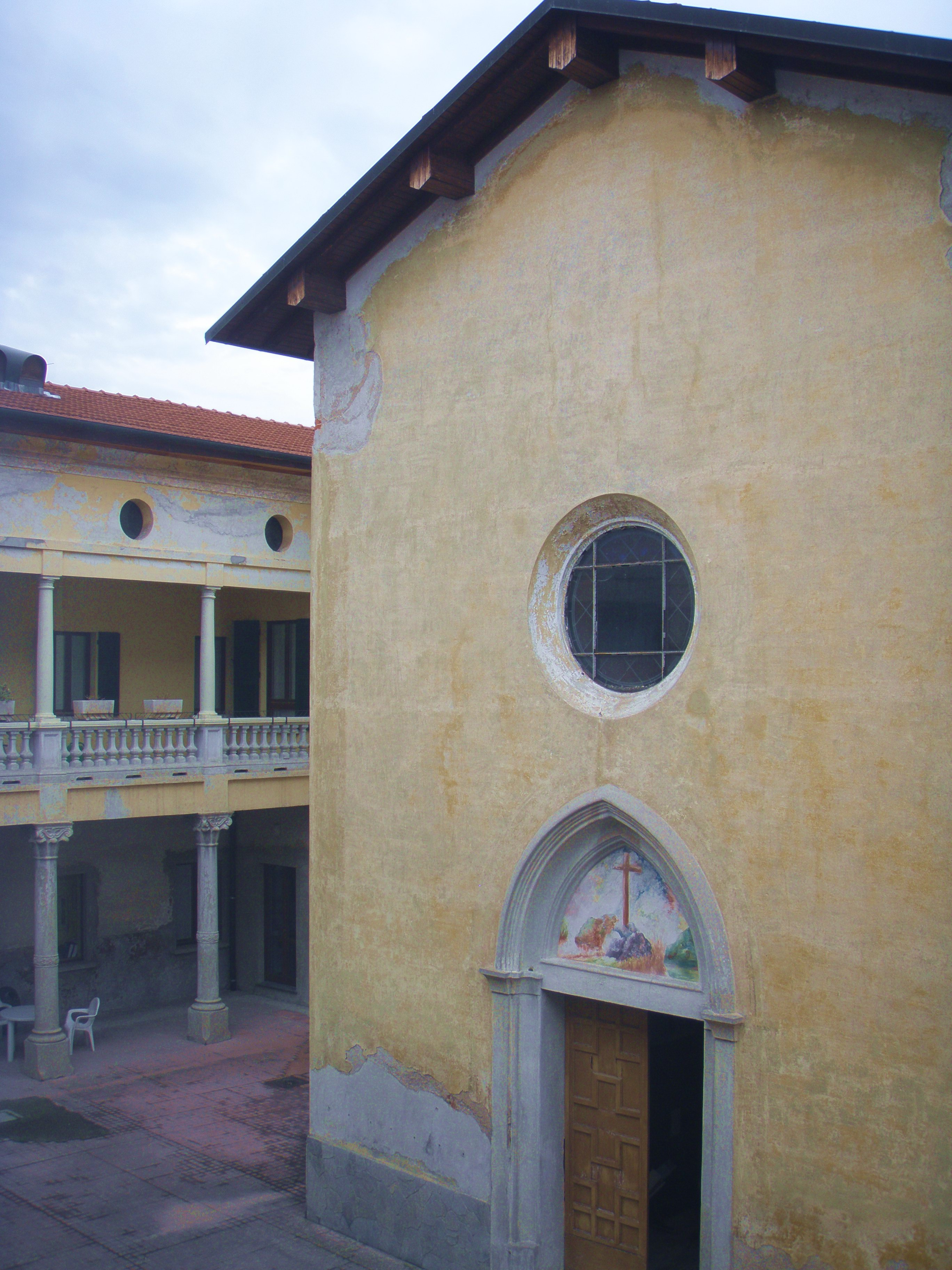
L'attuale cappella di San Gerolamo, inglobata nelle strutture del castello.

Il secondo castello di Fara viene menzionato per la prima volta in una relazione del 1450, diretta al nuovo duca di Milano Francesco Sforza: l'anno successivo, lo Sforza autorizzò la fortificazione dei due castelli. Il castello è nuovamente menzionato in un documento del 1499, nel quale si cita la presenza di due porte.
Nel 1618 Giovanni Andrea Tornielli, acquisì il castello apportandovi alcune modifiche. Una cappella posta vicino ad un ingresso, consacrata all'Annunciazione, doveva già essere stata demolita a quel tempo e il nuovo proprietario ne fa erigere una nuova intitolata a San Gerolamo.
Il Castrum Vetus doveva essere già in rovina nel XVII secolo e il Castrum Novum doveva presentarsi non più riconoscibile come struttura fortificata: in una relazione del 1635 di Matteo Tornielli sulle condizioni di Fara, viene riferito che nel paese "Né vi è castello, roccha, fortezza, né carceri".
Nel 1766 il conte Carlo Maria Tornielli iniziò la trasformazione del fabbricato in villa di campagna, realizzando la monumentale scalinata meridionale e ricavando un giardino.
Nell'XIX secolo la struttura venne acquistata dalla famiglia Orlani di Turbigo, che fece realizzare il giardino all'italiana, aggiungendo scalinate e grotte decorate a mosaico.
Il castello, ormai trasformato in villa, passò per molti proprietari, fino al 1915, anno in cui venne trasformato in seminario intitolato a San Gerolamo, gestito dalla Congregazione dei Servi della Carità. Il seminario chiuse nel 1949 a causa della diminuzione delle vocazioni, e venne sostituito da un collegio.
Dal 1990 la struttura è stata trasformata di una casa di cura privata.

## Struttura

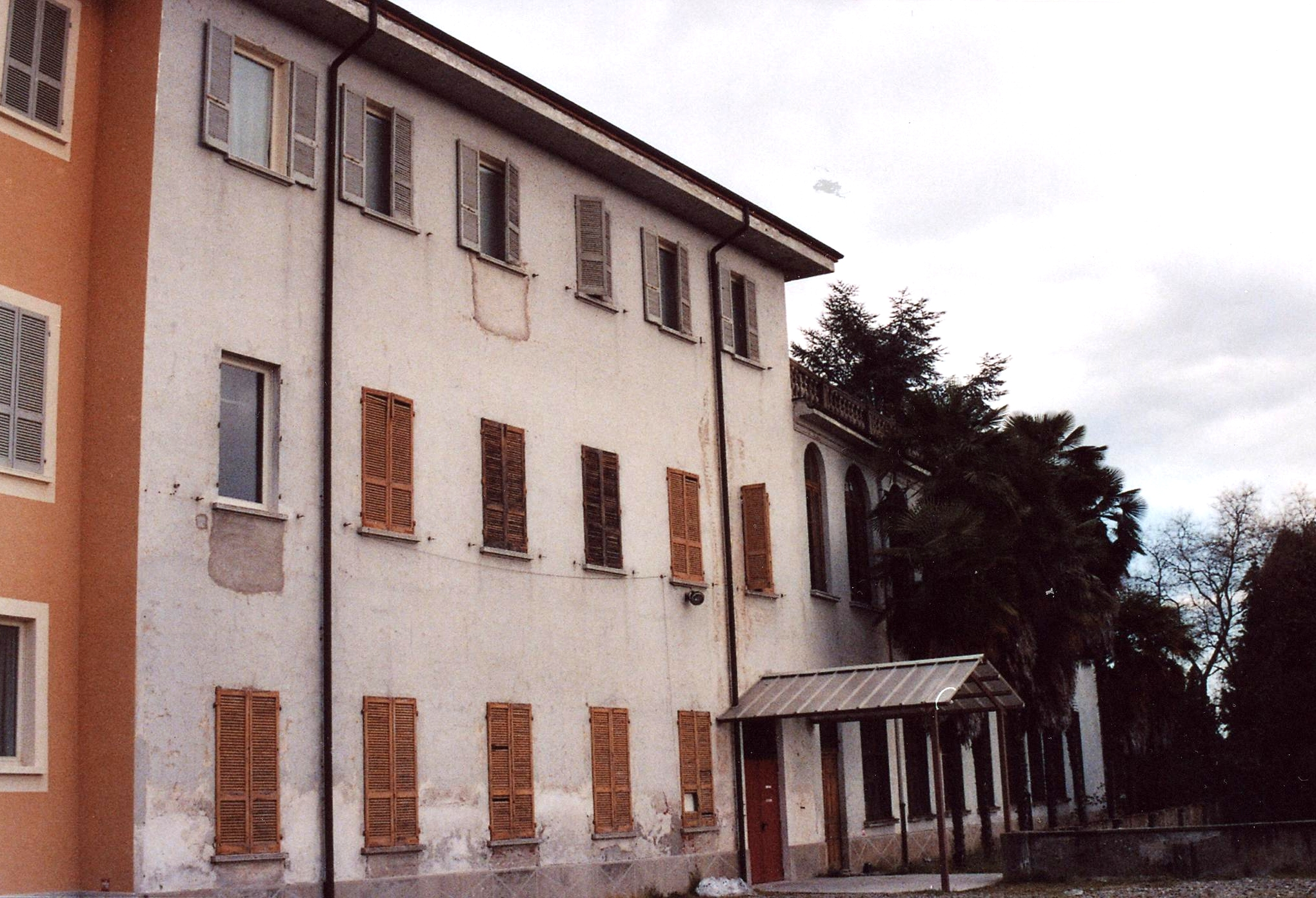
Le strutture dell'antico castello sono attualmente inglobate nei moderni edifici.

Dell'antica struttura del Castrum Novum è rimasto l'ingombro: gli antichi edifici sono inglobati nella parte meridionale dell'attuale casa di cura, mentre la parte nord è moderna.
La cappella di San Gerolamo era ancora in piedi nel 1916, ma venne demolita in seguito ai danni subiti per un incendio. Una nuova cappella sempre dedicata a San Gerolamo, in stile neogotico, venne ricavata nel 1918 al posto delle antiche scuderie. La cappella è stata decorata con fregi e medaglioni riproducenti santi legati alla Congregazione dei Servi della Carità, opera del pittore milanese Guglielmo Da Re.
Incastrata nelle fondamenta dell'abside della cappella neogotica, sporgente dall'ingombro delle antiche strutture, nel 1925 venne realizzata una piccola riproduzione della Grotta di Lourdes, accessibile dal giardino.